# Rick Carey
Rick Carey (n. 13 martie 1963, Mount Kisco⁠(d), Westchester County, New York, SUA) este un înotător ce a reprezentat Statele Unite ale Americii, medaliat olimpic. A participat la o ediție a Jocurilor Olimpice (1984) în care a câștigat 4 medalii de aur.